# Річард де ла Поль
Річард де ла Поль (англ. Richard de la Pole; близько 1480 — 24 лютого 1525) — молодший із синів Джона де ла Поля, 2-го герцога Саффолку, й англійської принцеси Єлизавети Йоркської, племінник королів Едуарда IV і Річарда III, останній йоркський претендент на англійський трон. Титулярний герцог Саффолк з 1513 року. Знаний серед французів під прізвиськом «Біла троянда» (фр. Blance Rose).
В 1501 році разом зі старшим братом Едмундом, графом Саффолком, утік з батьківщини в Аахен до двору імператора Максиміліана I. Пізніше здибав прихисток в Угорщині, а потім Франції, де король Людовик XII визнав його права на англійський трон. З 1512 року служив воєначальником французького монарха. Річард кількаразово намагався з французькою підтримкою організувати вторгнення до Англії. Загинув у битві при Павії.

## Походження
Річард походив із англійського роду де ла Полів. Його дід, Вільям де ла Поль, 4-й граф Саффолк, був важливою фігурою при дворі короля Генріха VI, став в другій половині 1440-х років фактичним правителем Англії. В 1444 році він отримав титул маркіза Саффолку, в 1447 році — графа Пембрука і посаду адмірала Англії, а в 1448 — герцога Саффолка. Але після остаточної поразки Англії в Столітній війні вина за воєнні невдачі була покладена саме на Вільяма. В 1450 році герцог був зміщений з усіх посад, його володіння були конфісковані. Сам він був засуджений до вигнання, але корабель, на якому плив Вільям, був перехоплений, після чого герцога було вбито. Спадкоємець Вільяма, Джон де ла Поль, на момент вбивства батька був неповнолітнім. Хоча йому дозволили успадкувати володіння та титул батька, але деякі джерела повідомляють, що в 1460 році його титул понизили до графського. В 1458 році Джон одружився з Єлизаветою Йоркською, дочкою герцога Річарда Йоркського, сестрою майбутніх королів Едуарда IV і Річарда III. Під час війни Червоної і Білої троянди він підтримав Йорків. Після того як корону захопив Едуард IV, в 1463 році був підтверджений герцогський статус Джона. Він не брав участь у битві при Босворті, в якій загинув Річард III, після чого королем став Генріх VII. В результаті Джон зберіг свої володіння та титул герцога Саффолку. Він помер в 1492 році.
Всі діти, які народилися в шлюбі Джона де ла Поля і Єлизавети Йоркської, мали більш значущі права на англійський престол, ніж новий король, що зумовило ставлення до Генріха VII. До братів де ла Полів король ставився з недовірою. Старший із них, Джон, граф Лінкольн в 1484 році фактично став спадкоємцем свого дядька Річарда III. Він повстав в 1487 році проти нового короля і загинув у битві при Стоук-Філді. Наступному за старшинством братові, Едмунду де ла Полю, було дозволено успадкувати батьківське володіння, але при цьому титул був понижений до графського в том числі і по тій причині, що він не володів достатнім багатством, щоб підтримувати статус герцога

## Ранні роки
Про ранні роки Річарда відомо мало. Він народився близько 1480 року і був молодшим із синів Джона де ла Поля, 2-го герцога Саффолку, та Єлизавети Йоркської. Вперше в джерелах він з'являється в 1500 році, коли був присутнім Кале на зустрічі короля Генріха VII з ерцгерцогом Філіпом.
В 1501 році Річард разом зі старшим братом Едмундом утік з Англії до двору імператора Священної Римської імперії Максиміліана I в Аахен, де заручився фінансовою підтримкою. Там Едмунд став планувати вторгнення до Англії та повстання своїх прихильників. У відповідь Генріх VII звинуватив братів у змові проти короля та оголосив їх поза законом. Їх друзі, що залишилися в Англії, в 1502 році були взяті під варту. Був заарештований і їх брат Вільям: судячи з усього, він не був замішаний в змові, але англійський король вважав за краще не ризикувати; залишок свого життя той провів в ув'язненні в Тауері.
У липні 1502 року Генріх VII уклав із імператором Максиміліаном Аугсбурзький договір, за яким останній зобов'язався не приховувати англійських бунтівників у своїх володіннях. Хоча імператор і дав 12 жовтня 1503 обіцянку вигнати графа Саффолку, він ще кілька місяців утримував його. При цьому Річард як зброєносець в графстві Саффолк і Едмунд були обрані в англійський парламент, скликаний в січні 1504 року.
У березні 1504 Едмунд зі своїми соратниками покинув Аахен. Річард же залишився як забезпечення останніх боргів брата, який на той час сильно збіднів. Граф Саффолк, що став пішаком у міжнародній політиці, в 1506 році був виданий Генріху VII, і той уклав його в Тауер. Річард же, який також скаржився на бідність, зміг заручитися підтримкою Ерара де Ламарка, князя-єпископа Льєжського. Він покинув Аахен і до осені 1506 року був у Буді (Угорщина). Дізнавшись про це, Генріх VII відправив до короля Угорщини Владиславу послів з вимогою видачі втікача, проте їм, судячи з усього, було відмовлено, а Річарду призначено пенсію.
Після того як у квітні 1509 року на англійський престол вступив Генріх VIII, син Генріха VII, троє братів де ла Полів були поіменно виключені із загального списку помилування, виданого з нагоди коронації. У грудні 1510 року імператор Максиміліан просив свою дочку, Маргариту Савойську, звернутися до англійського короля з проханням про помилування Річарда де ла Поля, але в ній було відмовлено.

## Претендент на англійський трон
До червня 1512 року, коли Франція і Англія перебували у стані війни, французький король [Людовик XII]] підтримував Річарда як претендента на англійську корону. У грудні того ж року під час вторгнення Франції в Наварру де ла Поль командував німецьким ландскнехтами. Тоді ж він подружився з П'єром де Баярдом, разом з яким вони пережили жахливі позбавлення під час походу, що закінчився невдачею. В 1513 році Річард очолював загін з 6 тисяч чоловік під час облоги Теруана.
Після страти в травні 1513 року Едмунда де ла Поля, Річард прийняв титул герцога Саффолку і відкрито заявив про свої претензії на англійський трон, отримавши прізвисько «Біла троянда». Він почав приймати себе на службу англійців, незадоволених правлінням Тюдорів; серед них був Томас, незаконнонароджений син страченого в 1495 році Вільяма Стенлі. До червня 1514 року поширилися чутки, що Людовік XII надасть Річарду і Джону Стюарту, герцогу Олбані, флот і солдат, щоб вони могли разом висадитися в Шотландії, звідки вторгнутися в Англію. Тоді ж французький король передав Річарду 12 тисяч ландскнехтів, щоб «зберегти Нормандію, а також відправитися в Англію і завоювати її». З ними претендент відправився в Сен-Мало в Бретані, звідки передбачалось відплисти в Шотландію. Однак 7 серпня було укладено англо-французький світ, внаслідок якого вторгнення було скасовано. Під час мирних переговорів Генріх VIII наполягав на видачі де ла Поля, проте Людовік XII відмовився це зробити. До вересня Річард був звільнений від командування ландскнехтами і за підтримки французького короля перебрався під захист герцога Лотарінгії, який поселив його в Мецці. Туди де ла Поль прибув 2 вересня у супроводі загону з 60 вершників і почесною варти, наданими йому герцогом. Річард оселився в будинку, зданому йому в оренду сером Клодом Бодіош. У лютому 1515 року де ла Полю довелося залишити будинок, але капітул Меца віддав йому у довічне володіння особняк Ла-От-П'єр неподалік Сен-Сімфор'єна за невелику плату, яка пішла на його ремонт. В результаті Річард став громадянином міста Мец; там йому приписують запровадження у місті змагань зі стрибків. У Мецці Річард пробув до початку 1519 року.
Навіть після того як королем Франції в січні 1515 року став Франциск I, Річард продовжував вести змови проти Генріха VIII. Він продовжував отримувати французьку пенсію, яке шпигуни шукали підтримки у Кале і Турне; до квітня 1515 року розквартовані в Турні англійські солдати, які не отримували гроші на утримання, погрожували дезертирувати до ла Поля. Також він отримував інформацію про ситуацію в Англії через східно-англійських купців, торгували в Фландрії. У відповідь до осені 1515 року сер Томас Спінеллі, англійський посол у Фландрії, відправив шпигунів у володіння прихильників де ла Поля. За англійського двору обговорювалася можливість вбивства Річарда. Так у лютому 1516 року був затриманий англієць, який зізнався, що його послав Генріх VIII з наказом убити де ла Поля. Стеження за Річардом тривало у 1516—1517 роках; особливо він активізувався після того, як у грудні 1516 року стало відомо, що король Франциск пообіцяв Річарду війська для нової спроби вторгнення. У 1517 році двоє соратників де ла Поля, Вільям Пондер і Томас Стенлі, зв'язалися з англійськими агентами, сподіваючись домовитися про особисте помилування, надавши цінну інформацію про стан Річарда і наданої йому французьким королем підтримкою. За словами Стенлі, Франциск виділив де ла Полю пенсію у розмірі 4 тисячі крон, завдяки чому той зміг забезпечити своїх слуг сіро-синьою лівреєю, хоча заробітну плату їм виплачував із затримками. Влітку Річард відвідав Флоранже Роберту де Ламарку. У різдво він таємно покинув Мец і перевдягнений вирушив до Парижу, де вночі зустрівся з королем Франциском. Також відомо про його контакти з королем Данії. У червні-серпні 1517 Річард відвідав Мілан і Венецію, а до травня 1518 року поширилися чутки, що де ла Поль і герцог Олбані збираються вторгнутися в Англію з датського Гольштейна. Однак до кінця року Річард залишався в Ломбардії. 2 жовтня між Англією та Францією було укладено мир, але кардиналу Вулсі, канцлеру Генріха VIII, доносили, що король Франциск більше, ніж будь-коли воліє «Білу троянду» (як називали де ла Поля), збільшивши вигнанцю пенсію.
Після смерті в січні 1519 року імператора Максиміліана I король Франції відправив де ла Поля посланцем до Прагу, щоб переконати короля Чехії та Угорщини Владислава, а також польського короля Сигізмунда підтримати претензії Франциска корону. У вересні того ж року розкрилося, що у Річарда роман з одруженою жінкою в Мецці, що спонукало його покинути свій розкішний будинок і перебратися в Туль, де він протягом трьох наступних років жив як гостя кардинала Лотарингії.

## Останні роки та смерть
У 1522 році відновилася війна між Англією та Францією, у результаті Франциску знову знадобилися послуги де ла Поля. Наприкінці року Річард прибув Париж і знову призначили командувачем ландскнехтами. Франциск звернувся до герцога Гольштейна з проханням сприяти вторгненню армії де ла Поля та герцога Олбані з його володінь до Англії, але у результаті обрав базою для вторгнення Бретань. Спіймані в Англії агенти та слуги де ла Поля під час допиту розповіли про те, що Річард намагався заручитися підтримкою у Східній Англії та низці інших місць. У лютому-березні 1523 року кардиналу Вулсі регулярно доповідали про підготовку де ла Поля та Олбані до вторгнення. Хоча вони разом відпливли з Франції, герцог Олбані прибув до Шотландії 23 вересня наодинці, оскільки 21 вересня Річард відокремився від герцога, «збираючись почати вторгнення в Англію», але більше про його пересування нічого не відомо. Зважаючи на все, він не ризикнув вторгатися в Англію доти, доки не переконався у прямій підтримці французького короля, який, у свою чергу, хотів бути впевненим у успіху вторгнення. Про подальші дії Річарда нічого не було відомо до весни 1524 року, коли в Пікардії був затриманий його шпигун. Згідно з перехопленими в травні листами, Річард дякував Луїзу Савойську (мати Франциска I) за надану йому раніше допомогу і благав заплатити його найманцям. У тому ж місяці були захоплені колишні гвардійці Генріха VIII, які підтвердили, що англійські бунтівники продовжують підтримувати де ла Поля.
У вересні 1524 року знову почала обговорюватися великомасштабна допомога де ла Полю, можливо, у вторгненні до Ірландії за допомогою графа Десмонда.Однак ці плани так і не було реалізовано. 12 лютого 1525 року відбулася битва при Павії між арміями Франциска I і імператора Карла V, що закінчилася розгромом французької армії і полоненням короля. Річард, який брав участь на його боці капітаном ландскнехтів, загинув.
Річард був похований у церкві монастиря Святого Августина в Павії. Капітул собора в Мецці, коли в місто прийшла звістка про смерть де ла Поля, наказав поминати його душу в річницю смерті, проте при англійському дворі звістка про загибель де ла Поля викликала величезну радість. Згідно з одним пізнім джерелом, посланець імператора повідомив Генріху VIII: «Біла троянда загинула в бою… Я бачив його мертвим серед інших». У відповідь король радісно сказав: «Всі вороги Англії пішли».
В музеї Ашмола в Оксфорді зберігається картина, що зображує битву при Павії, на якій у тому числі зображено мляве тіло Річарда з підписом: «Герцог Саффолк, відомий як Біла троянда».

## Діти
Річард ніколи не був одружений. Не пізніше 1523 року обговорювався проєкт шлюбу Річарда з данською принцесою Доротея, дочкою майбутнього короля Фредеріка I. Хоча передбачуваний шлюб активно підтримував французький король Франциск I, він не був укладений. В результаті Доротея в 1526 стала дружиною прусського герцога Альбрехта.
Відомо, що Річард мав коханок. У деяких джерелах одна з них названа «Марія Сицилійська». Від цього зв'язку народилася як мінімум одна дочка:
- Маргарита де ла Поль, придворна дама Маргарити Наваррської; чоловік: з 21 травня 1539 (контракт) Сібо де Тіволі (помер до 1568), сеньйор де Брене.